# Rozengracht (Amsterdam)
De Rozengracht is een straat in de Amsterdamse wijk de Jordaan, tussen de Prinsengracht bij de Westermarkt en de Singelgracht bij de De Clercqstraat. Ze is vernoemd naar de roos.

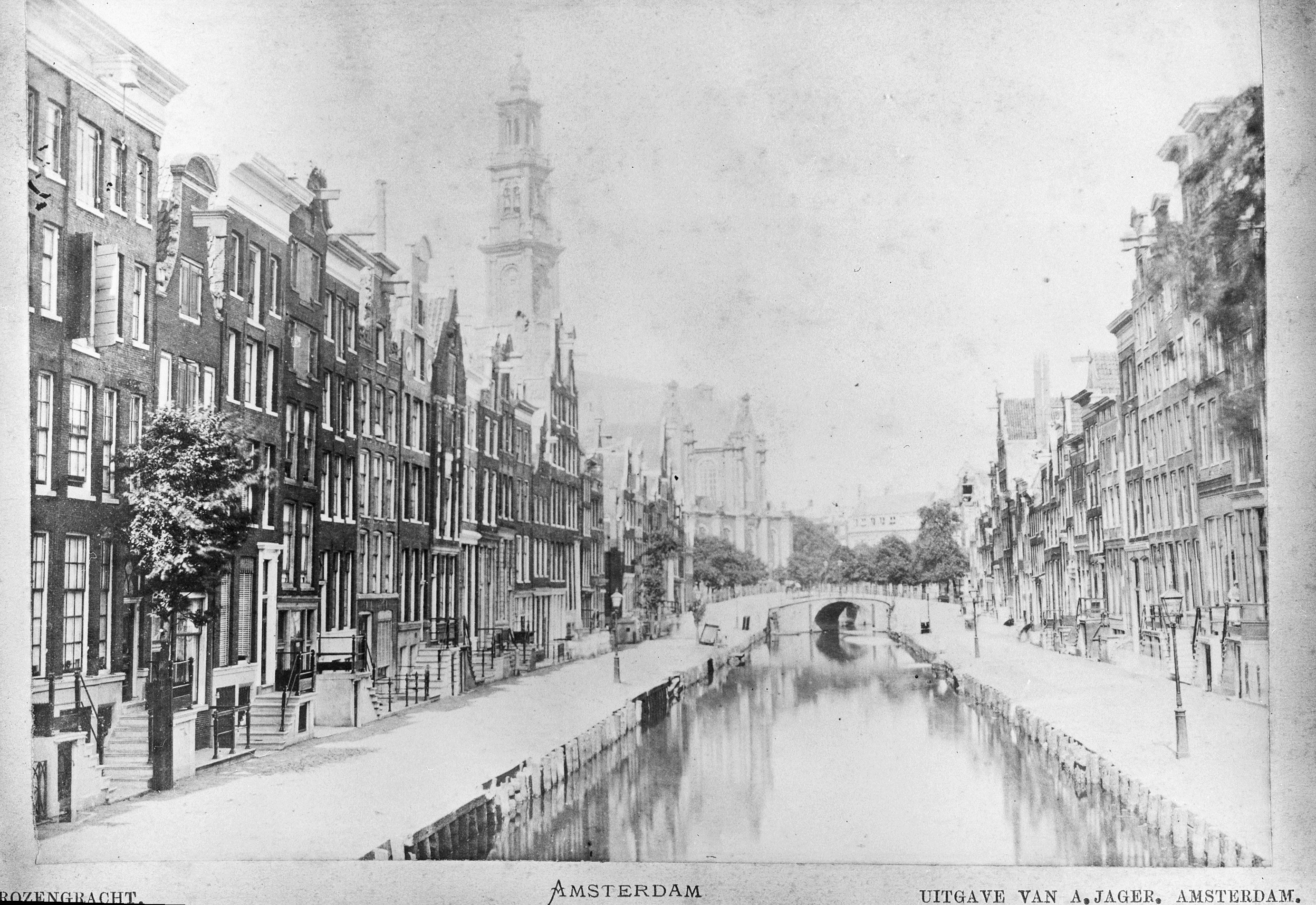
Rozengracht voor demping

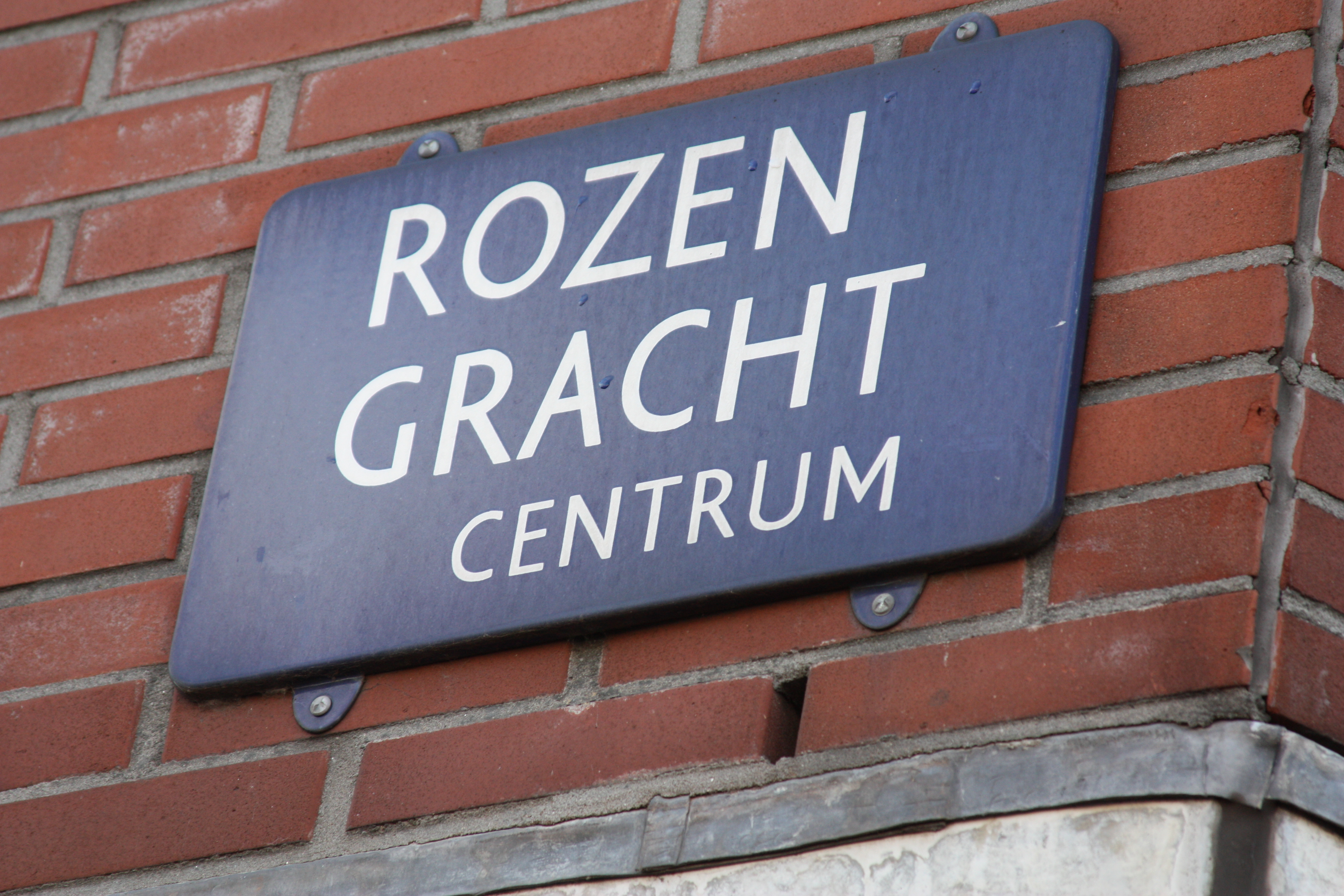
Straatnaambordje

De Rozengracht is een van de zes gedempte grachten in de Jordaan. Een reden voor de demping (1890) van de 17e-eeuwse gracht was de slechte hygiënische toestand door het vervuilde water en de aanleg van een brede uitvalsweg naar de nieuwe wijken ten westen van de Singelgracht. In 1895 werd in het verlengde van de Rozengracht de De Clercqstraat aangelegd. Naar het oosten, in de richting van de Dam, werd een doorbraak bij de Raadhuisstraat gerealiseerd.
Kunstschilder Rembrandt van Rijn bracht zijn laatste dertien levensjaren, van 1656 tot 1669, door aan de Rozengracht, in een pand nabij de Lijnbaansgracht. Op de Rozengracht woonden ook Meindert Hobbema (tegenover Rembrandt), Adam Pynacker, Ludolf Bakhuizen, Jan Abrahamsz. van Beerstraten, Jan Gerritsz. van Bronckhorst en Johannes Lingelbach.
Evenwijdig aan de Rozengracht loopt de Rozenstraat.

## Gebouwen

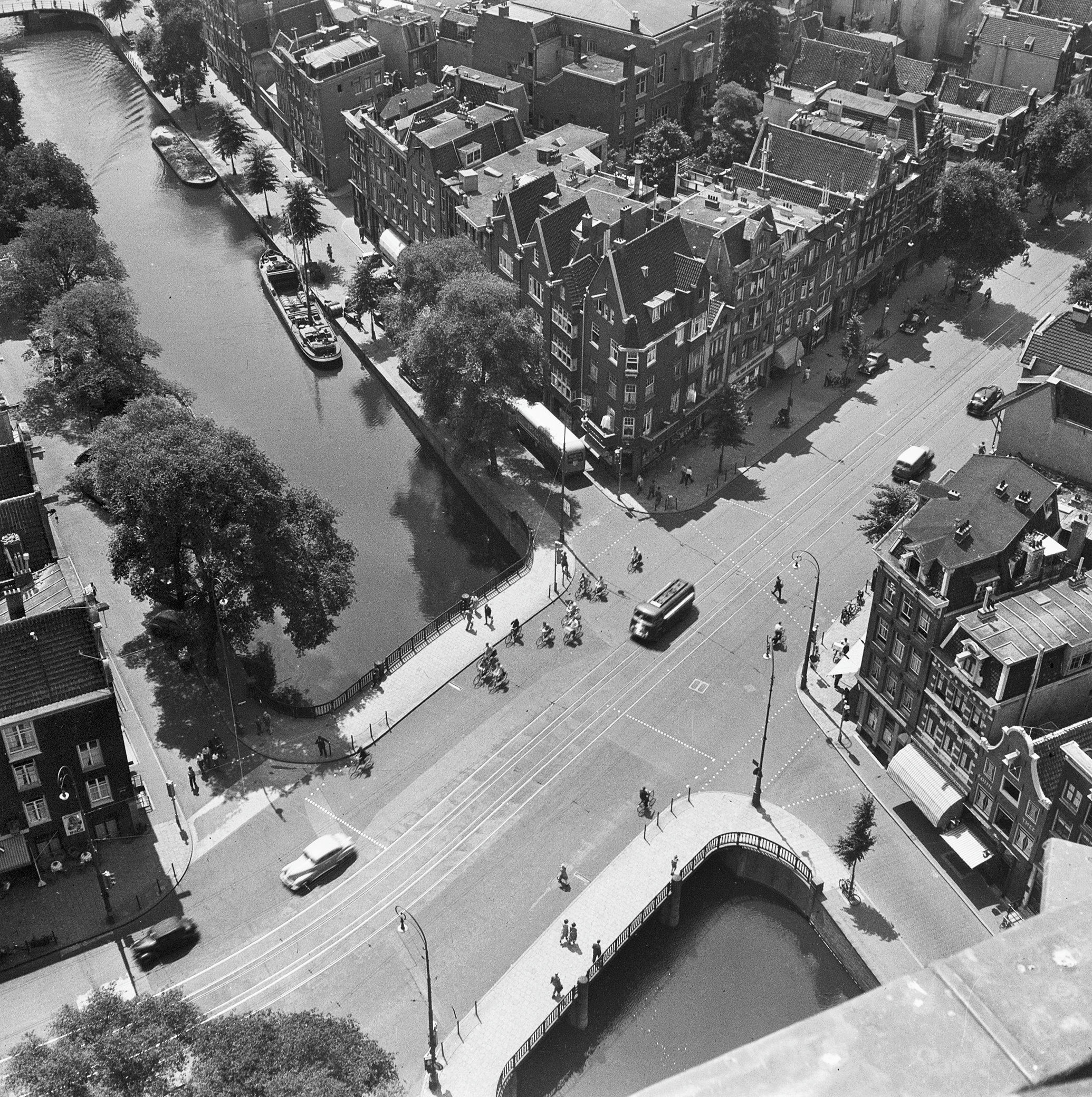
Overzicht vanaf de Westertoren over de Prinsengracht en Rozengracht naar het zuidwesten; 1954.

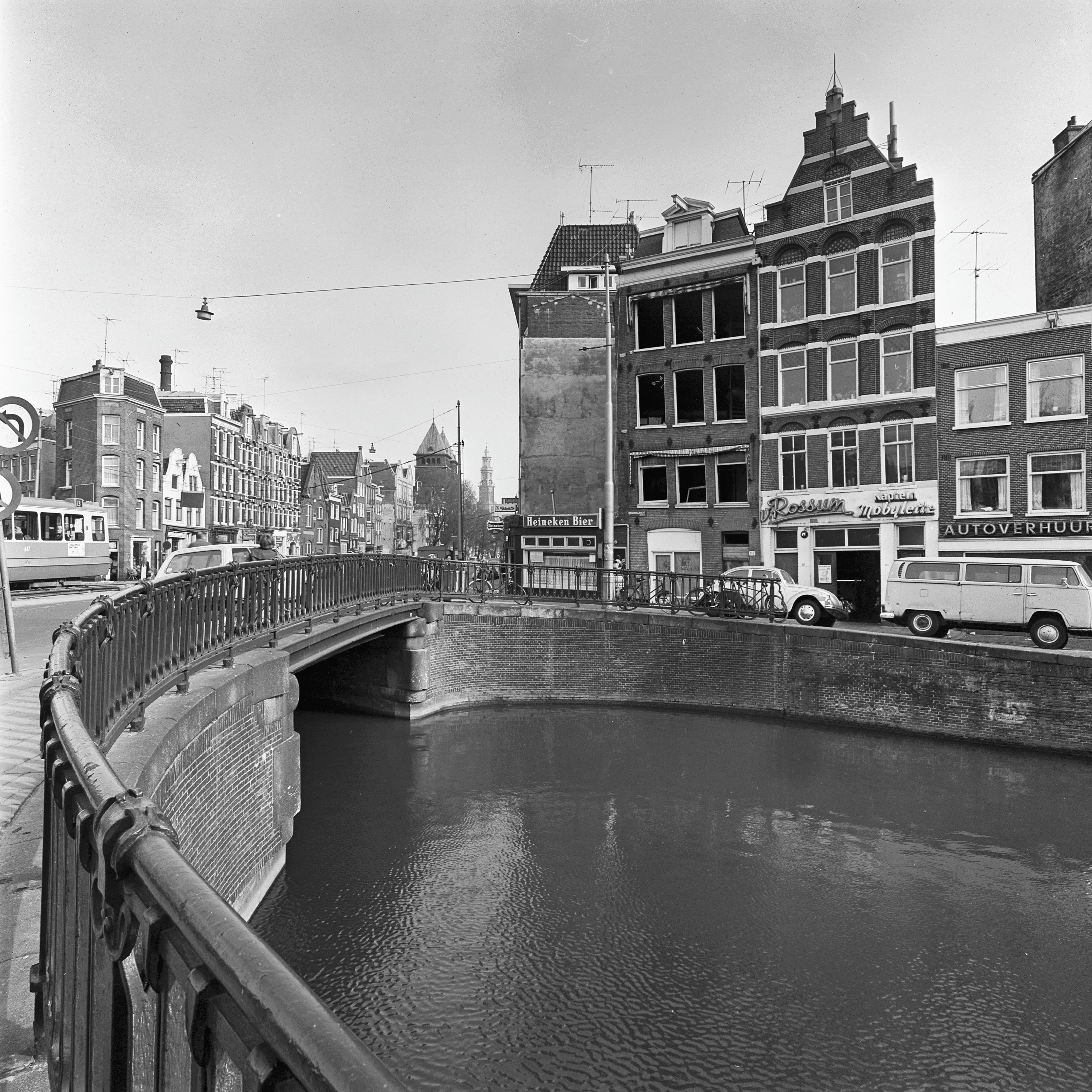
Brug nr. 117, Rozengracht / Lijnbaansgracht.

- Op nummer 114 bevond zich van 1980 t/m 2004 Club Mazzo.
- Op de Rozengracht 117 bevindt zich het Rozentheater.
- Het socialistische vergadergebouw Constantia aan de Rozengracht 152 werd in 1899 de RK kerk de Zaaier. In 1929 verrees hier de Sint-Ignatiuskerk, dit werd in 1980 de Fatih-moskee.
- Het voormalige parochiegebouw het Roothaanhuis is op Rozengracht 133.
- De gebouwen van het Rozenhofje, Rozengracht 147-181, dateren van 1744, 1790 en 1884. Het hofje was bestemd voor 55 protestantse, bejaarde vrouwen.
- Rozengracht 207-213 is het voormalige gebouw van de De Harmonie (tegenwoordig genaamd Het Atelier), waar op 4 juli 1934 een protestbijeenkomst plaatsvond tegen de verlaging van de steunuitkeringen voor werklozen; dit vormde het begin van het Jordaanoproer.
- Op de noordwesthoek met de Marnixstraat bevond zich van 1952 tot 1983 in een voormalig schoolgebouw het Nederlands Instituut voor Nijverheid en Techniek.

## Trams
In 1896 reed de eerste tram de route Dam – Bilderdijkstraat. Deze paardentramlijn werd in 1900 verlengd naar de Eerste Constantijn Huijgensstraat. In 1902 werd de lijn geëlektrificeerd en op normaalspoor gebracht en werd het lijn 3. Twee jaar later kwam de tramlijn Amsterdam - Zandvoort van de ESM over de route Raadhuisstraat – Rozengracht – De Clercqstraat te rijden. Deze lijn was in smalspoor (1000 mm) uitgevoerd, terwijl de Amsterdamse tram op normaalspoor reed. Daarom was er van 1904 tot de opheffing van de Blauwe Tram naar Zandvoort in 1957, een drierailig traject tussen de Spuistraat en de Krommert. Op de Rozengracht werd de derde rail bij spoorvernieuwing in 1973 en 1985 verwijderd. Als herinnering werd op de kruising met de Nassaukade een stukje derde rail herlegd.
Behalve tramlijn 3 verschenen de tramlijnen: 14 in 1910, 17 in 1913 en 13 in 1921. Lijn 3 werd in 1929 verlegd naar het Frederik Hendrikplantsoen. Lijn 14 verdween hier tussen 1942 en 1982. Lijn 17 werd in 1956 verbust. Na de opheffing van de Blauwe Tram op 31 augustus 1957 bleef hier alleen lijn 13 over en ook die lijn zou volgens de gemeente moeten verdwijnen omdat de gemeente een proef wilden nemen met een tramvrije radiaal naar de binnenstad. De verbussing van lijn 17 mislukte echter en lijn 13 bleef als tram gehandhaafd. Vanaf 1962 verscheen lijn 17 weer (tot 1971 met spitslijn 27). In latere jaren reden de lijnen 6 en 20 korte tijd over deze route. Naast trams was het ook een drukke busroute. Zo reden in 1986 naast een drietal tramlijnen ook een tweetal stadsbuslijnen en een zevental streekbuslijnen. Sinds 16 juli 2018 zijn alle buslijnen, behalve nachtbussen, verdwenen en sinds 22 juli 2018 rijden er alleen nog de tramlijnen 13 en 17.
|  |  |